# Алверня
Алвѐрня (на полски: Alwernia) е град в Южна Полша, Малополско войводство, Хшановски окръг. Административен център е на градско-селската Алвернска община. Заема площ от 8,88 км2.

## Население
Според данни от полската Централна статистическа служба, към 1 януари 2014 г. населението на града възлиза на 3 425 души. Гъстотата е 386 души/км2.